# لورنس غيست
لورنس غيست (بالإنجليزية: Laurence Guest)‏ هو مجدف بريطاني، ولد في 3 يناير 1936، وتوفي في 14 يناير 2016.

## وصلات خارجية
- لورنس غيست على موقع الاتحاد الدولي للتجديف (الإنجليزية)
- لورنس غيست على موقع اللجنة الأولمبية الدولية (الإنجليزية)
- لورنس غيست على موقع أوليمبيديا (الإنجليزية)
- لورنس غيست على موقع اللجنة الأولمبية البريطانية (الإنجليزية)